# Gebäude des ehemaligen Oberfinanzpräsidiums (München)

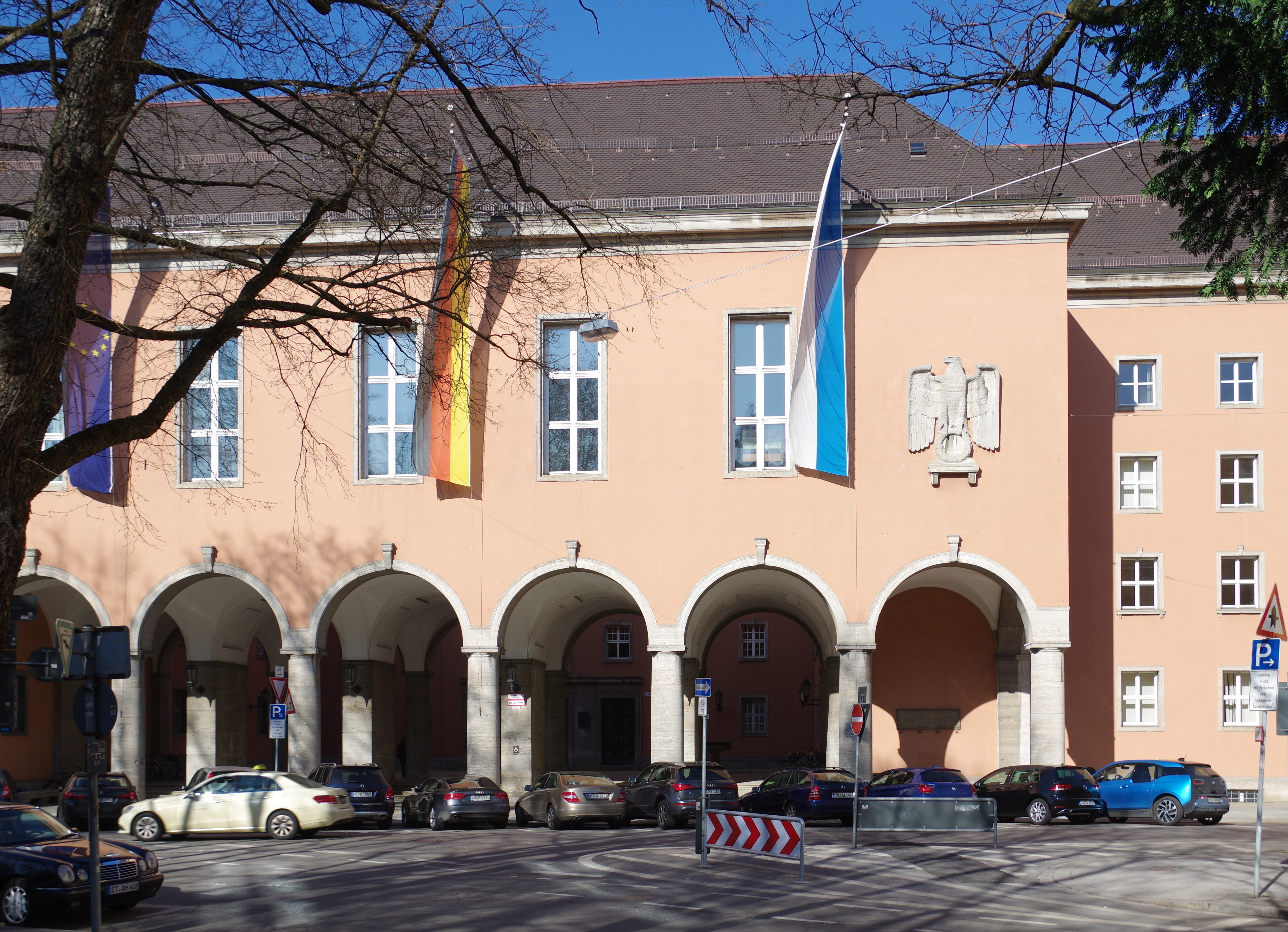
Ehemaliges Oberfinanzpräsidium, jetzt Landesamt für Steuern, Arkaden

Das Gebäude des ehemaligen Oberfinanzpräsidiums (später Oberfinanzdirektion, jetzt Bayerisches Landesamt für Steuern) in der Sophienstraße 6 ist ein unter Denkmalschutz stehender (Denkmalliste D-1-62-000-6586) Monumentalbau aus der Zeit des Nationalsozialismus. Schräg gegenüber liegt im Alten Botanischen Garten das Parkcafé, ebenfalls ein Monumentalbau der NS-Architektur.

## Geschichte
Die Landesfinanzämter wurden 1937 in Oberfinanzpräsidien umbenannt. Nach dem Zweiten Weltkrieg trugen sie die Bezeichnung Oberfinanzdirektion, nach der Aufhebung der gemischten Bundes- und Landesverwaltung wurden sie zu reinen Landesbehörden, im Freistaat Bayern seit 2005 unter der gegenwärtigen Bezeichnung. Das Oberfinanzpräsidium betrieb die „Verwertung des einzuziehenden Vermögens von abgeschobenen (sprich: der Vernichtung zugeführten) Juden“ (vgl. Holocaust).

## Bau

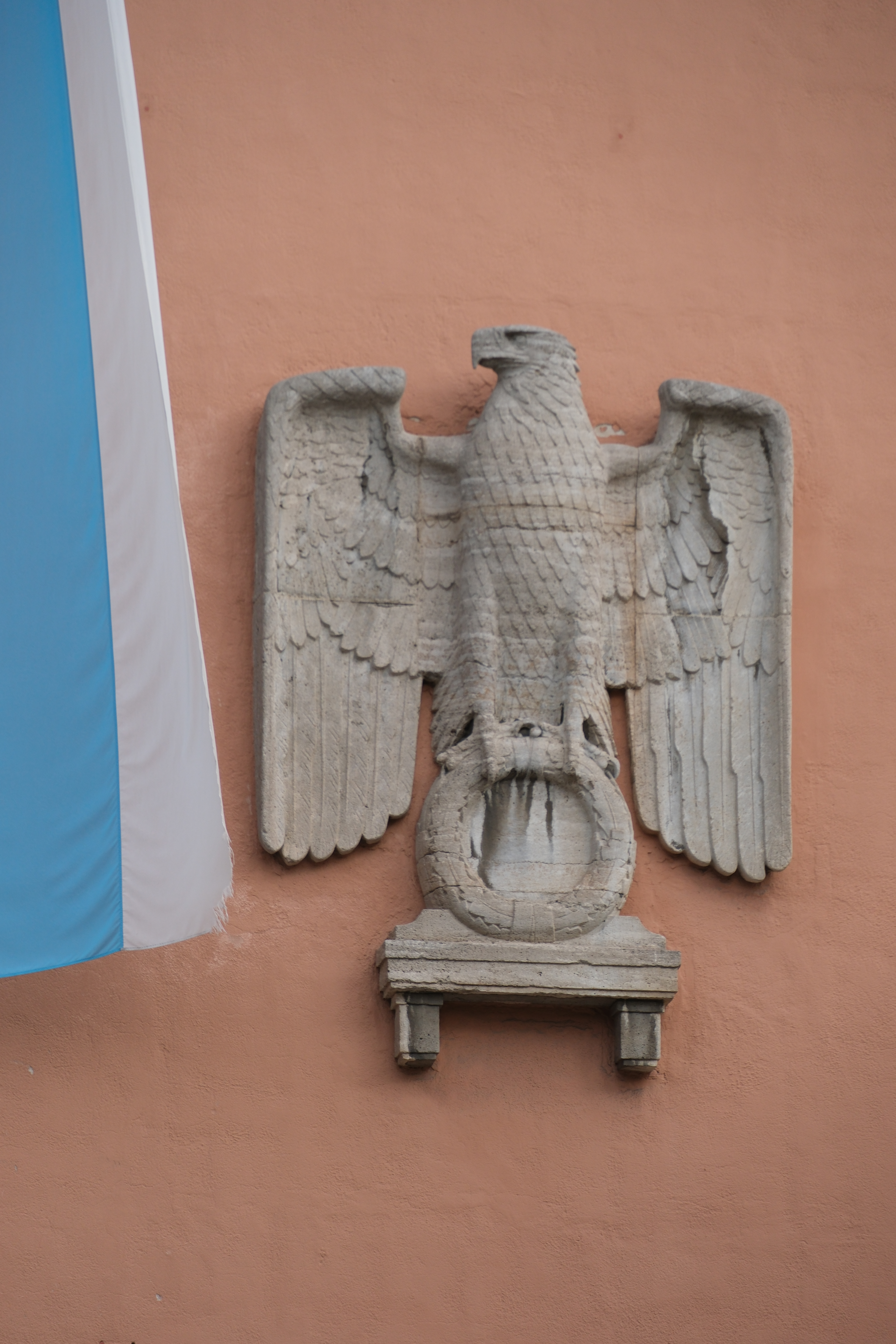
Der „entnazifizierte“ Adler

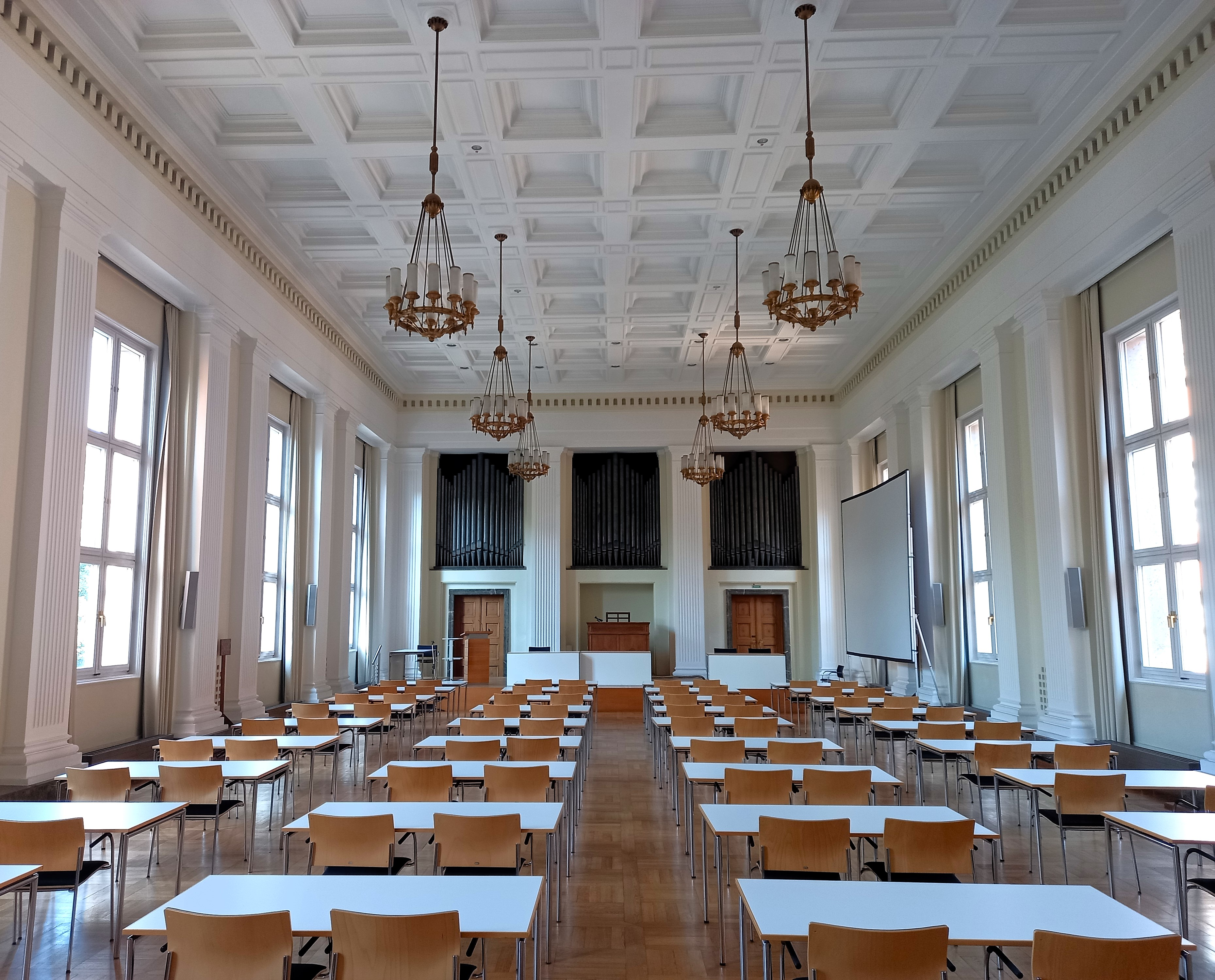
Die Steinmeyer-Orgel im Sophiensaal

Das Dienstgebäude im klassizierenden Monumentalstil an der Sophienstraße mit Arkadenhalle als Durchgang zum östlichen Hof und mit Festsaal wurde von 1938 bis 1942 (bezeichnet) nach Entwurf des Architekten Franz Stadler errichtet. Dieser hatte beim vorausgegangenen Wettbewerb allerdings nur den zweiten Preis erhalten. Ein überdimensionierter Adler mit ausgebreiteten Schwingen (das Hakenkreuz im Lorbeerkranz ist abgeschlagen) dominiert das blockartige Gebäude. Die Arkadenhalle ist von Säulen eingefasst; der Zugang zum Gebäude erfolgt über eine Freitreppe. Der Festsaal („Sophiensaal“) im zweiten Stockwerk über den Arkaden mit seiner Steinmeyer-Orgel aus dem Jahr 1948 wurde von 1947 bis 1949 als Tagungsstätte des Bayerischen Landtags benutzt, später auch als Konzertsaal. Er verfügt über 355 Sitzplätze.